# Lindormen (монітор)

Монітор Lindormen

Lindormen - монітор Королівського флоту Данії, побудований 1868. Розібраний на метал у 1907.

## Опис
Корабель мав довжину 60,62 метрів, бімс — 11,99 метрів, осадку — 4,44 метра.  Водотоннажність  броненосця була  2048 тон, а його екіпаж складався з 150 офіцерів і матросів.
Lindormen мав два горизонтальних парових двигуни прямої дії, побудовані фірмою Burmeister & Wain . Двигуни виробляв в цілому 1' 500 індикативних кінських сил. Вони забезпечив максимальну швидкість корабля у 12,5 вузлів (23,2 км/год). Корабель міг нести до 123 тон вугілля, що забезпечувало перехід 1400 морських миль (2130 кілометрів) зі швидкістю 8,5 вузлів (15,7 км/год).
Монітор був озброєний двома 227 міліметровими  дульнозарядними нарізними гарматами Armstrong  у єдиній башті. У 1876 було додатково встановлено дві 76 міліметрові дульнозарядні нарізні гармати. За чотири роки додатково встановили ще дві 87 міліметрові казнозарядні нарізні гармати, у 1885 ще двома такими гарматами замінили дульнозарядні 76 міліметрові. Врешті решт гармати головного калібру замінили  німецькими скорострільними 150 міліметровими гарматами.
Корабель мав повний броньовий пояс вздовж ватерлінії  товщиною 127 міліметрів. Башта була захищена 140 міліметровими броньовими плитами. Бойову рубку також захищала 127 міліметрова броня.

## Будівництво та кар'єра
Lindormen, названий на честь змія з норвезької легенди, був закладений на Військово-морський верфі в Копенгагені 20 липня 1866, спущений на воду 8 серпня 1868 і завершений 15 серпня 1869.  29 червня 1907 року корабель був виключений зі списків ВМС і проданий на метало-брухт в Нідерланди. 